# Klaas Annink
Klaas Annink (Beckum of Bentelo, 18 juni 1710 – Oldenzaal, 13 september 1775), beter bekend als Huttenkloas, was een berucht misdadiger uit het Nederlandse Twente.  Hij werd volgens katholieke gewoonte op 19 juni 1710 als zoon van Jannes Annink en Geertrui Sueters in Delden gedoopt. Volgens het trouwboek van Delden was hij afkomstig uit Beckum. In de literatuur over zijn leven wordt echter veelvuldig vermeld dat hij geboren zou zijn in Bentelo.
Samen met zijn vrouw Aarne Spanjers en zijn zoon Jannes was hij verantwoordelijk voor een groot aantal diefstallen en moorden in de regio rondom Bentelo en Hengevelde, die zij pleegden vanuit hun huis in Hengevelde. Annink was dagloner en was in die tijd niet de enige die moest stelen om in leven te blijven. Alleen ging het bij hem van kwaad tot erger. Zijn eerste moord was op inwonend familielid Harmen.
Toen in 1774 Willem Stint, een kousenkoopman uit Hannover niet van de Goorse wintermarkt huiswaarts keerde, ging diens vader op onderzoek uit. Hij vond overtuigende bewijzen dat Klaas Annink voor de verdwijning verantwoordelijk was. Huttenkloas werd daarop gearresteerd en enkele maanden vastgehouden in een speciaal daarvoor gemaakte stoel. Na een spraakmakend proces werden hij en zijn zoon Jannes in 1775 levend geradbraakt. Zijn vrouw Aarne werd ook ter dood veroordeeld en gewurgd.
De dwangstoel waarop Klaas Annink 114 dagen heeft vastgezeten, de "Stoel van Huttenkloas", is  te bezichtigen in de Oudheidkamer van Museum Palthehuis in Oldenzaal.

## De ballade van Hutnkloas
De Almelose muzikant Alexander Schoemaker heeft in 2009 een cd uitgebracht met De ballade van Hutnkloas, waarin het verhaal van Klaas Annink op rijm gezet is.

## Biermerk
Aan de bijnaam van Klaas Annink, Huttenkloas, is ook de naam van een biermerk verbonden. Het bedrijf Huttenkloas B.V. uit Albergen brengt via een selectief aantal verkooppunten in Twente, Salland, Drenthe, de Achterhoek en op de Veluwe het bier Huttenkloas op de markt.